# Ани Катан-Розенберг
Ани Катан-Розенберг (на немски: Anny Katan-Rosenberg) е австрийски лекар и психоаналитик.

## Биография
Родена е на 1 май 1898 година във Виена, Австро-Унгария, в семейството на Джудит и Лудвиг Розенберг. Баща ѝ и чичо ѝ, които са педиатри, са партньори на карти със Зигмунд Фройд и по тази причина Ани израства в близък контакт с психоанализата. Чичо ѝ Оскар Рие и неговите дъщери Мариане Крис-Рие и Маргарете Нунберг, респективно братовчедки на Ани, се омъжват за Ернст Крис и Херман Нунберг.
Аналитичната ѝ подготовка протича по необикновен начин: първия ѝ аналитик става психотичен, а двамата следващи имат ограничено разбиране за нещата. След тях тя прави анализата си с Ана Фройд.
Пише две дисертации за завършването си Optimism and Denial („Оптимизъм и отричане“) и The Role of Displacement in Agoraphobia („Ролята на изместването в агорафобията“). Впоследствие се присъединява към групата на Ана Фройд за детска психоанализа.
Омъжва се за нидерландския психоаналитик Мауритс Катан и се премества в Нидерландия с него. Връща се няколко пъти във Виена, главно, за да спомага за бягството на аналитици от нацистите. Един от тези аналитици е Маргарет Малер. След войната се мести в Кливлънд и започва да обучава детски аналитици.
Умира на 24 декември 1992 година в Кливлънд на 94-годишна възраст.